# 別海町
別海町（日语：／ Betsukai chō */?）為日本北海道根室振兴局野付郡的町。境內多為平原、丘陵，牧場幾乎遍布整個城鎮。別海町以酪農業為主，當地的牛奶產量居日本第一，截至2020年牛奶產量約為50萬噸。而本別海、尾岱沼沿岸地區則以漁業為主，海產有鮭魚、細身寬突鱈、北寄貝，帆立貝和北海蝦等。別海町也是北海道面積第五大的市町村，次於北見市、足寄町、釧路市和遠輕町。
別海的名稱是來自阿伊努語的「pet-kay」或「pet-kaye」，意思為河川轉彎的地方。

## 地理
主要聚落包括別海、中西別、中春別、西春別、西春別驛前、上春別等。町公所位於別海市街。西南部區域設有陸上自衛隊北部方面隊第5旅別海駐地。包括矢臼別演習場，1997年起。原於沖繩縣金武町進行的炮擊訓練改於此進行。

## 歷史
- 1879年：設置四村戶長役場。
- 1906年：和田村的部份區域併入別海村。
- 1923年4月1日：別海村、野付村、平糸村、西別村、走古潭村、厚別村合併為別海村。[5]
- 1933年：村公所從本別海地區遷移至西別地區（現在的別海地區）。
- 1955年4月1日：別海村的部份區域被併入中標津町。
- 1971年4月1日：改制為別海町。

## 產業
別海町的平原區域以酪農業為主，設產公司包括：
- 明治乳業株式會社 西春別工場
- 森永乳業株式會社 別海工場
- 雪印乳業株式会社 別海工場
- 株式会社べつかい乳業興社
- 雪印種苗株式会社別海工場

## 交通

### 機場
- 根室中標津空港（位於中標津町）

### 鐵路
- 目前轄區無鐵路經過，距離最近的車站為：
  - 標茶町的北海道旅客鐵道釧網本線標茶站
  - 根室市的北海道旅客鐵道根室本線厚床站
- 標津線：已於1989年4月30日廢線，曾在別海町內設置已下車站：
  - 標津線本線：春別站 - 平糸站 - 別海站 - 奧行臼站
  - 標津線支線：泉川站 - 光進站 - 西春別站 - 上春別站
- 別海村時期曾設置別海村營軌道，已於1971年被廢止了。

### 道路
| 一般國道 - 國道243號 - 國道244號 - 國道272號 主要地方道 - 北海道道8號根室中標津線 - 北海道道13號中標津標茶線 - 北海道道123號別海厚岸線 | 道道 - 北海道道311號中西別計根別線 - 北海道道362號西春別春別停車場線 - 北海道道363號尾岱沼港春別停車場線 - 北海道道364號本別海別停車場海線 - 北海道道423號西春別停車場線 - 北海道道475號風連湖公園線 - 北海道道813號上風連大別線 - 北海道道830號泉川西春別線 - 北海道道928號上風連中西別線 - 北海道道930號上風連奧行線 - 北海道道951號泉川線 - 北海道道957號大成西春別線 |

## 觀光景點

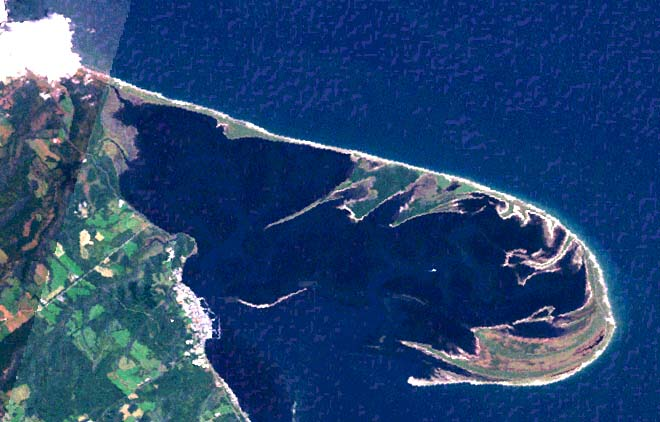
野付半島

### 觀光
- 野付半島、打瀨船（北海道遺產）
- 風蓮湖
- 野付風連道立自然公園

### 文化遺產
- 奧行臼驛遞（北海道指定有形文化財）

## 教育

### 高等學校
- 道立北海道別海高等學校

### 中學校
| - 別海町立上春別中學校 - 別海町立上西春別中學校 - 別海町立上風連中學校 - 別海町立中春別中學校 - 別海町立中西別中學校 | - 別海町立西春別中學校 - 別海町立野付中學校 - 別海町立別海中學校 - 別海町立別海中央中學校 - 別海町立光進小中學校 |

### 小學校
| - 別海町立上春別 - 別海町立上西春別 - 別海町立上風連 - 別海町立豐原 - 別海町立中春別 - 別海町立中西別 | - 別海町立西春別 - 別海町立野付 - 別海町立別海 - 別海町立別海中央小學校 - 別海町立美原小學校 - 別海町立光進小中學校 |

## 姊妹市・友好都市

### 日本
- 枚方市（大阪府）
- 四萬十市（高知縣）
- 名護市（沖繩縣）
- 高松市（香川縣）

### 海外
- バッサブルク （德國 巴伐利亞）

## 本地出身的名人
- 楠瀨志保（前滑雪選手手）
- 田村美香（廣播員）
- 山崎貴子（漫畫家）
- 川本紗矢（AKB48成员）